# Шливо, Эдхем
Эдхем Шливо (босн. Edhem Šljivo; 16 марта 1950, Сараево) — югославский боснийский футболист, полузащитник.

## Карьера

### Клубная
За свою футбольную карьеру Эдхем Шливо выступал за югославский клуб «Сараево», бельгийский «Льеж», французскую «Ниццу» и немецкий «Кёльн». Шливо завершил футбольную карьеру в 1987 году из-за последствий автомобильной аварии, в которую он попал.

### В сборной
Щливо попал в состав сборной Югославии на Чемпионате мира 1982 года. Из 3-х матчей Югославии на турнире Шливо появлялся во всех трёх и в стартовом составе: в играх против сборных Северной Ирландии, Испании и Гондураса. Во встрече с испанцами на 78-й минуте Шливо удостоился жёлтой карточки.

## Достижения
Кёльн
- Обладатель Кубка Германии (1): 1982/83